# Нанні Моретті
Джова́нні (Нанні) Море́́тті (італ. Giovanni (Nanni) Moretti; 19 серпня 1953 року, Бруніко, Трентіно-Альто-Адідже, Італія) — італійський кінорежисер, продюсер і актор, лауреат багатьох національних та міжнародних кінопремій. Його роботи характеризують як іронічні та саркастичні з нотою критики в сторону італійського суспільства та його проблем. Він є володарем таких нагород як: чотири премії «Давид ді Донателло», вісім нагород «Срібна стрічка», «Золота пальмова гілка» і нагорода за найкращу режисерську роботу Каннського кінофестивалю (за фільм «Кімната сина»).

## Біографія

### Ранні роки
Нанні Моретті народився в містечко Бруніко, провінція Больцано, регіон Трентіно-Альто-Адідже, де його батьки в той час проводили відпустку. Дитинство пройшло в Римі. Батько Луїджі Моретті викладав грецьку епіграфіку в університеті, а мати Агата Епічелла викладала іноземну мову в гімназії. Старший брат Франко — професор порівняльного літературознавства.
З дитинства в Нанні були дві пристрасті: водне поло, він навіть виступав за юніорську команду Італії та кінематограф.

### 70-ті
Після закінчення ліцею, у 1973 році зняв свій перший короткометражний фільм Поразка (італ. La Sconfitto). Його Моретті відзняв своєю першою камерою «Super-8», яку придбав продавши свою колекцію марок.
Перший професійний фільм з'явився 8 березня 1978 року під назвою «Ecce bombo», який був представлений на Каннському фестивалі і приніс режисеру популярність (касові збори досягли 2 мільярдів лір).

### 80-ті
У 1981 році виходить наступна стрічка Моретті під назвою Sogni d'oro, з якою він бере участь у Венеційському кінофестивалі та яка приносить йому Срібного лева — Гран Премію Журі, хоча цей фільм не отримує таку популярність серед глядачів, як два попередні.
У 1984 році з'являється Bianca — фільм, який крім характерний для Моретті рис, містить також елементи детектива. Наступна кінематографічна робота режисера La Messa è finita (1985) приносить ще одну нагороду — Срібний лев Берлінського кінофестивалю 1986 року
У 1987 році разом з Анджело Барбагалло засновує кіностудію Sacher Film, прагнучи дати можливість молодив талантам реалізувати свої проекти. Назва студії походить від назви улюбленого десерту режисера Sacher-Torte (Захер (торт)), який також зіграв не останню роль у його фільмах, а саме Sogni d'oro та Bianca. Вже у рік відкриття кіностудія випустила перший фільм режисера Карло Маццякураті під назвою Notte italiana. Студія активно функціонує до сьогодні.
у 1989 році Нанні Моретті знімає фільм Palombella rossa, де чітко простежуються політичні нотки.

### 90-ті та активна політична позиція
У 1990 році виходить документальний фільм La Cosa про суперечки в середині комуністичної партії в час її перезаснування, який транслюється на телеканалі RAI та в кількох кінозалах.
У 1991 році зіграв одну з головних ролей у фільмі Il portaborse Данієле Лукетті, а саме славнозвісного міністра Чезаре Ботеро. Того ж року в престижному римському кварталі Трастевере, перебудовує старий кінозал і 1 листопада відкриває Cinema Nuovo Sacher.
Один з його найвідоміших фільмів Caro diario з'являється на екранах у 1993 році Фільм складається з трьох епізодів і має автобіографічний характер, хоча і знятий майже як документальний. Наступного року фільм отримує нагороду Каннського фестивалю у номінації найкраща режисерська робота.
В цей же період зростає інтерес Моретті до політики, що відображається на його фільмах.
У липні 2018 року підтримав петицію Асоціації французьких кінорежисерів на захист ув'язненого у Росії українського режисера Олега Сенцова

## 2000— донині
У 2001 році фільм La stanza del figlio (Кімната сина) отримує головну нагороду Каннського фестивалю «Золоту пальмову гілку».
У квітні 2025 року Моретті було госпіталізовано після перенесеного серцевого нападу.